# Monnai

Monnai este o comună în departamentul Orne, Franța. În 1 ianuarie 2018 avea o populație de 265 de locuitori.